# Вальтер, Хайнц-Ульрих
Хайнц-Ульрих Вальтер (нем. Heinz-Ulrich Walther; род. 11 марта 1943 года, Штендаль, Германия) — фигурист из ГДР, выступавший  в  парном разряде. В паре с  Хайдемари Штайнер он —   бронзовый  призёр чемпионата мира  и  трёхкратный бронзовый призёр чемпионатов Европы.  В настоящее время — судья и технический специалист ИСУ. Вместе с женой Хайдемари Штайнер-Вальтер живёт в Берлине.

## Результаты выступлений

### (с Х. Штайнер)
| Соревнования      | 1966 | 1967 | 1968 | 1969 | 1970 |
| ----------------- | ---- | ---- | ---- | ---- | ---- |
| Олимпийские игры  |      |      | 4    |      |      |
| Чемпионаты мира   | 9    | 5    | 5    | 5    | 3    |
| Чемпионаты Европы | 8    | 3    | 3    | 4    | 3    |
| Чемпионаты ГДР    | 1    | 1    | 2    | 1    | 1    |

### (с Б. Вокоек)
| Соревнования      | 1960 | 1961 | 1962 | 1963 | 1964 |
| ----------------- | ---- | ---- | ---- | ---- | ---- |
| Олимпийские игры  |      |      |      |      | 10   |
| Чемпионаты Европы |      |      | 6    | 8    |      |
| Чемпионаты ГДР    | 3    |      | 1    | 3    | 1    |